# Granollers Fènix
I Granollers Fènix sono una squadra di football americano di Granollers, in Spagna. Fondati nel 1991 come Granollers Gralles, hanno assunto il nome attuale nel 1995 in seguito alla fusione con i Flippers de Lliçà de Munt; hanno vinto un titolo spagnolo e un titolo catalano.

## Palmarès
- 1 Campionato spagnolo (2000)
- 1 Campionato catalano (1996-97)
- 1 Coppa catalana cadetti (2006)